# Lessay (Lessay)
Lessay ist eine Ortschaft und eine ehemalige französische Gemeinde mit 1.994 Einwohnern (Stand: 1. Januar 2018) im Département Manche in der Region Normandie. Sie gehörte zum Kanton Créances im Arrondissement Coutances.
Mit Wirkung vom 1. Januar 2016 wurden die bisherigen Gemeinden Lessay und Angoville-sur-Ay zur namensgleichen Commune nouvelle Lessay zusammengelegt. Die ehemaligen Gemeinden haben in der neuen Gemeinde den Status einer Commune déléguée. Der Verwaltungssitz befindet sich im Ort Lessay.

## Lage
Der Ort liegt westlich des Zentrums der Halbinsel Cotentin am Ufer des Flusses Ay, sowie am Rande des als Regionaler Naturpark Marais du Cotentin et du Bessin ausgewiesenen 150.000 ha großen Sumpfgebietes.

## Geschichte
Der Ort entwickelte sich um ein nahe dem Fluss um 1056 n. Chr. von Torstin (Thorstein) Haldrup gegründetes Benediktinerkloster, das mit seiner 1080 gegründeten Abteikirche Sainte-Trinité eines der besten Beispiele romanischer Architektur in der Normandie ist. Das Grab des 1098 verstorbenen Sohnes des Gründers wurde bei Restaurierungen entdeckt. Die Kreuzrippengewölbe gehören zu den ersten und damit ältesten, die bekannt sind.

## Flugplatz Lessay
Der Ort hat einen Regionalflughafen. Das Aérodrome de Lessay wurde während des Zweiten Weltkriegs auch militärisch genutzt. Die Luftwaffe hatte hier 1940 vorübergehend Aufklärungsstaffeln und Bf 110-Zerstörer der V. Gruppe des Lehrgeschwader 1 (V.(Z)/LG 1) stationiert. Nach Befreiung der Gegend durch die Alliierten nutzten die United States Army Air Forces (USAAF) den Flugplatz als Airfield A.20 zwischen Ende August und Ende September 1944. Einziger hier stationierter Verband war die mit Martin B-26 ausgerüstete 323d Bombardment Group.

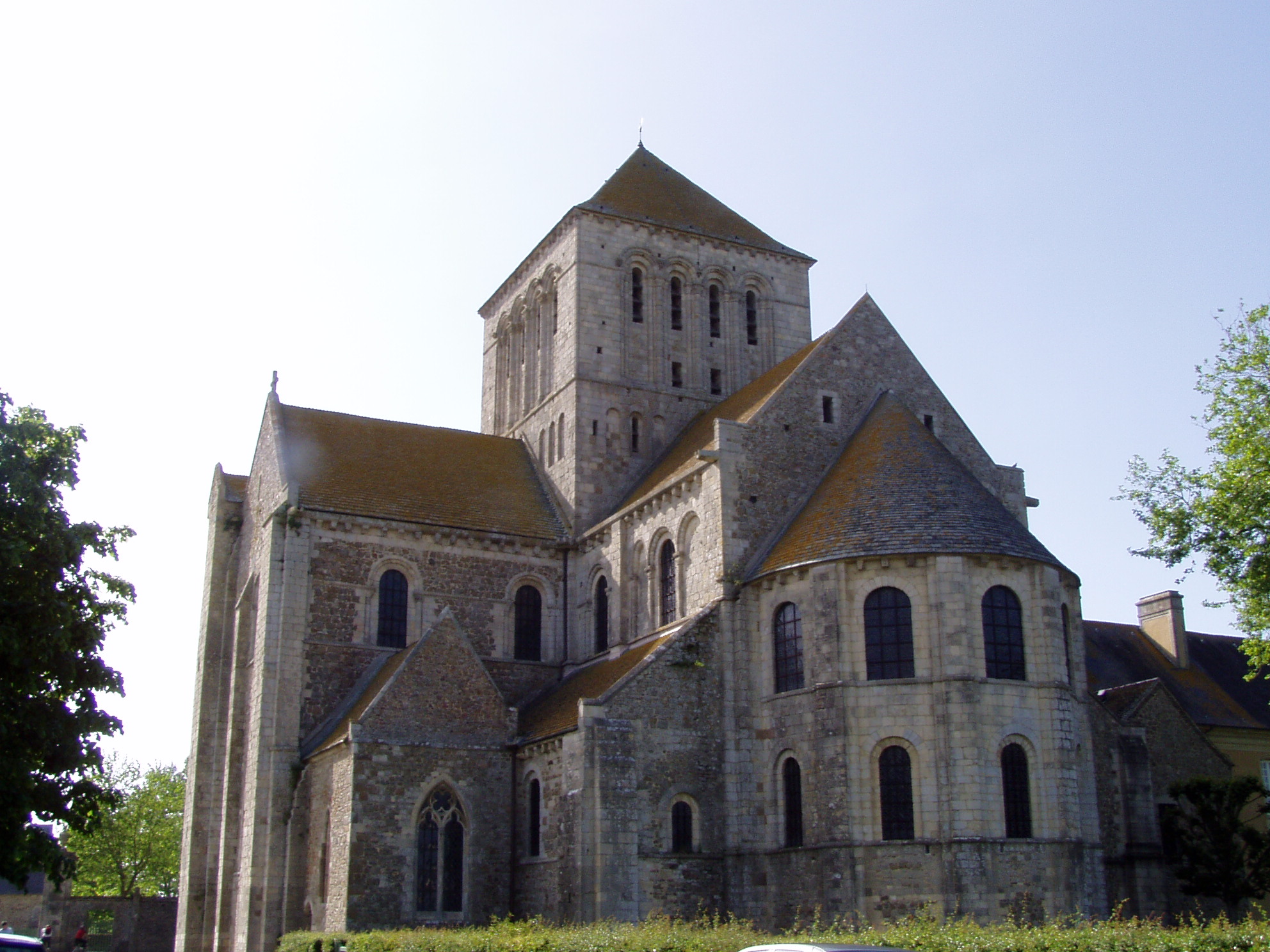
Abteikirche Sainte-Trinité